# Мичели, Родольфо
Родольфо Хоакин Мичели (исп. Rodolfo Joaquin Micheli; 24 апреля 1930, Мунро, Буэнос-Айрес — 27 декабря 2022, Буэнос-Айрес) — аргентинский футболист, игравший на позиции нападающего.

## Клубная карьера
Мичели начал свою профессиональную карьеру с «Архентино де Кильмес» в 1950 году. В 1952 году он вернулся в «Индепендьенте», где принял участие в 147 матчах и забил 52 гола. Через 6 лет он перешёл в «Ривер Плейт», но сыграл только 2 игры за клуб, прежде чем перейти к «Уракан» в 1959 году.
В 1960 году Мичели перешёл в колумбийский клуб «Мильонариос» в 1960 году, но вскоре он вернулся в Аргентину, где он играл за «Платенсе».

## Международная карьера
Мичели включался в состав сборной Аргентины на Чемпионаты Южной Америкиː 1955 в Чили (1-е место и с 8 голами Мичели стал лучшим бомбардиром турнира) и 1956 в Уругвае (3-е место).

## Карьера тренера
Мичели работал в качестве тренера женской команды «Атлетико Лос-Андес».